# Fossombronia myrioides
Fossombronia myrioides là một loài Rêu trong họ Fossombroniaceae. Loài này được Inoue mô tả khoa học đầu tiên..